# Urbano Fos

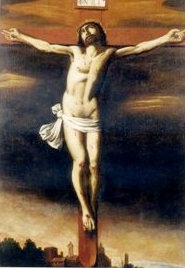
Cristo crucificado, Basílica de Nuestra Señora del Lledó, Castellón de la Plana.

Urbano Fos (Arnés, 1607-Valencia, 1658), pintor español, considerado ribaltesco, es un artista ignorado por las fuentes literarias cuya personalidad y obra sólo empezó a conocerse a partir de 1938, cuando Delphine Darby asignó al llamado por ella «Maestro de San Roch» un grupo de obras atribuidas anteriormente a Francisco Ribalta. La más significativa de ellas, el San Roque del Museo de Bellas Artes de Castellón, procedente de la ermita de San Roc del Pla, fue más tarde presentada como obra segura de Urbano Fos, a quien por otros documentos fue posible relacionar con Pedro Orrente y Jerónimo Jacinto Espinosa, cuyas influencias habría asimilado. Sin embargo su personalidad artística ha vuelto a ser puesta en cuestión al negársele por otros investigadores la autoría del citado San Roque.

## Biografía
Nacido en Arnés (Tarragona), hijo de Joan Fos y de Càndia Amargós, fue bautizado el 3 de enero de 1607 en la parroquia de la Transfiguración de Cristo de su localidad natal. En 1630 obtuvo un beneficio eclesiástico en la misma parroquia y recibió la primera tonsura de manos del obispo de Tortosa, fray Justino Antolínez de Burgos. Como méritos se valoró que descendía directamente de los fundadores, dominaba el latín y era buen pintor. Es posible que su formación tuviese lugar en Tortosa con el pintor Vicent Dací. La carrera eclesiástica debió de abandonarla inmediatamente después de tomar posesión del beneficio, pues, casado con Jerónima Milà, el 30 de junio de 1631 bautizó a su primer hijo en la parroquia de San Juan de Perpiñán. En 1635 se encontraba trabajando en Castellón. Así consta que tres años más tarde, en Valencia, Espinosa y Orrente tasaron en términos muy favorables las pinturas que había hecho para la iglesia concatedral de Santa María de Castellón, una de las cuales podría ser la de San Miguel y San Roque, in situ. Su establecimiento definitivo en tierras de Valencia aún se demoró, pues en 1638 y 1640 consta que seguía residiendo en Tortosa. Desde 1643 abundan los documentos que lo localizan en Castellón, pero dedicado al comercio de tejidos de seda y productos del campo. En 1648 cobró por dos obras realizadas para el santuario de la Virgen de Lledó, cercano a Castellón: una Anunciación, perdida, y un Cristo crucificado que se conserva en su lugar. Un año más tarde se documenta la pintura de tres lienzos para el hospital de apestados de Castellón, conocido como  la Casa Blanca, entre ellos un San Roque que ya en 1658 había pasado al Ayuntamiento de la ciudad, aunque no parece que pueda identificarse con el actualmente conservado en el Museo de Bellas Artes de Castellón cedido por el Ayuntamiento y procedente de la ermita de Sant Roc del Pla, donde todavía se localizaba en el siglo XIX.
En 1650 se encontraba en Segorbe, trabajando en la Cartuja de Valdecristo en una serie de escenas de la vida de san Bruno. De allí pasó a Valencia, donde entró en contacto con Vicente Giner. De ese año y los inmediatamente posteriores constan trabajos para el monasterio jerónimo de San Miguel de los Reyes, la cartuja de Ara Christi del Puig y la cofradía de la Virgen del Carmen en el convento del Carmen Calzado de Valencia y, en 1654, el retrato del patriarca Juan de Ribera, conservado en el Colegio de Corpus Christi, único conservado. Murió en Valencia el 18 de marzo de 1658. Poco antes había acabado la última obra de la que e tiene noticia: el retrato, tomado del natural, de la vera effigies del jesuita Jerónimo López, fallecido el 2 de febrero del mismo año.

## Obra

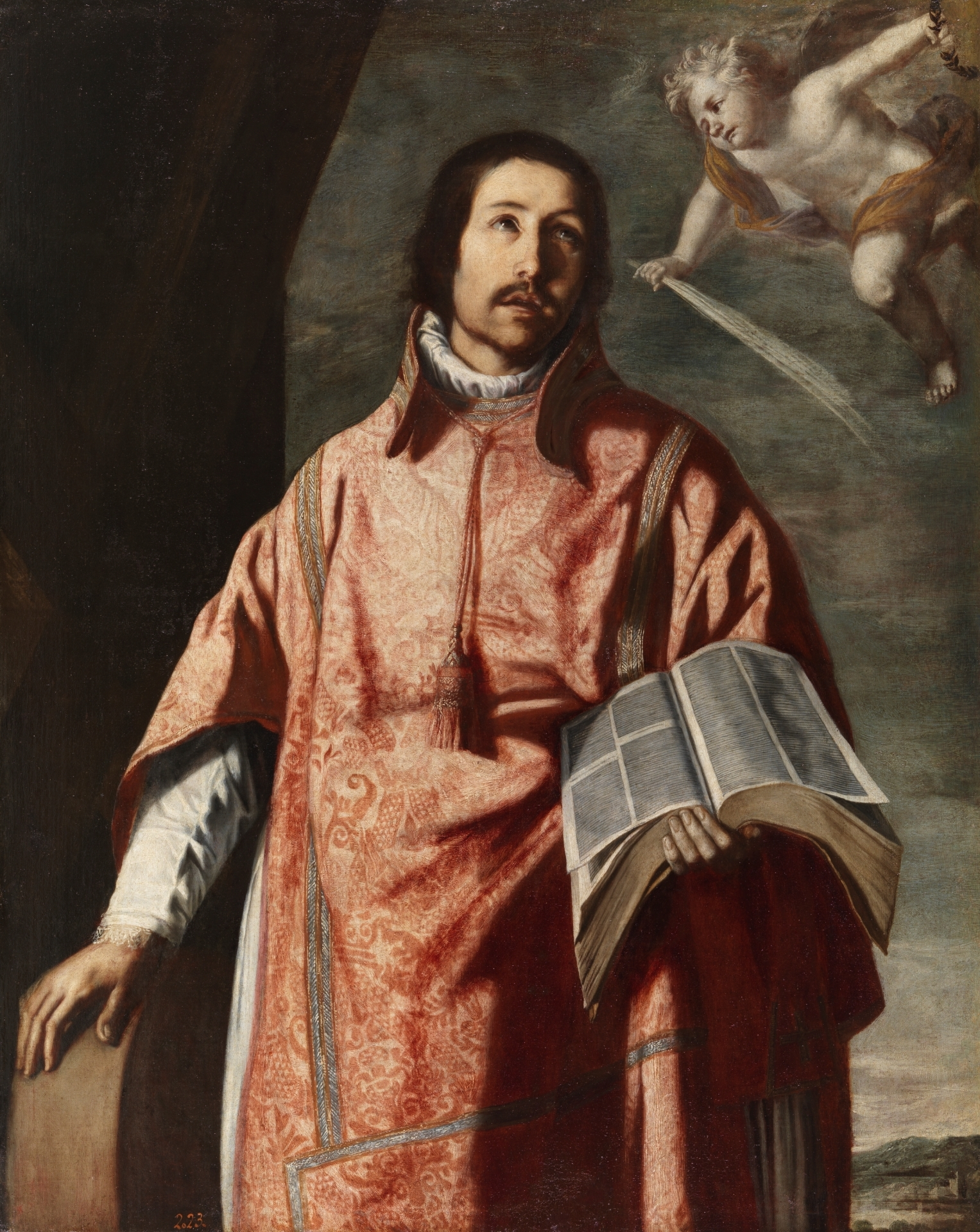
San Vicente mártir, óleo sobre lienzo, 113 x 92 cm. Madrid, Museo del Prado. Procedente de la colección real, fue adquirido en 1802 en Valencia por Carlos IV como obra de Francisco Ribalta.

Sus obras plenamente documentadas se reducen a dos: el citado Cristo crucificado del santuario de la Virgen del Lledó y un retrato del arzobispo Juan de Ribera de cuerpo entero pintado en 1654 y conservado en el Colegio del Patriarca de Valencia. En ellas el tenebrismo ribaltesco aparece atenuado por la utilización de fondos paisajísticos que deben más a Orrente, coloreados en tonos tenues de gris verdoso. Sus figuras, siempre en número reducido, se sitúan cerca del plano de la pintura y, como es frecuente también en la obra de Espinosa, en las obras que se le atribuyen se acompañan con escenas complementarias a escala reducida. Estas características son las que se pueden encontrar en algunas otras obras que se le han ido atribuyendo, así el San Roque de la iglesia de San Juan Bautista de Morella, muy semejante a otro ingresado en 2003 en el Museo de Bellas Artes de Valencia junto con un San Lorenzo, procedentes ambos de colección particular madrileña, o el San Vicente Mártir, también de colección particular y claramente influido por Orrente, que figuraría entre las obras más destacadas del pintor. Iguales características se encuentran en un lienzo dedicado a San Eloy y Santa Lucía en la iglesia de San Agustín de Castellón, figuras monumentales con una diminuta escena de una fragua por destinarse a un altar del gremio de herreros y probablemente en la pareja de lienzos formada por San Vicente Ferrer y San Vicente Mártir del Museo del Prado, obras todas ellas atribuidas a Francisco Ribalta en el pasado. Posteriormente algunas de estas obras que venían siendo asignadas a Fos se han puesto en relación también con un no menos desconocido Vicent Gosalbo, autor de una única obra documentada, la Mare de Déu de la Font de Castellfort, tesis rebatida por Víctor Marco.